# Championnat d'Algérie de football 2021-2022
Navigation
Ligue 1
2020-2021 Ligue 1
2022-2023
La saison 2021-2022 de Ligue 1 est la 60e édition du Championnat d'Algérie de football. La saison débute le 22 octobre 2021 et se terminera le 19 mai 2022. Les équipes promues de deuxième division sont le HB Chelghoum Laïd, champion de Ligue 2 en titre et le RC Arbaâ, qui elle retrouve la Ligue 1 après 5 ans d'absence.
Les deux dernières saisons ont été marquées par la propagation de la pandémie de Covid-19 en Algérie, cette année la Ligue 1 sera composée de 18 clubs.

## Équipes participantes
| \| Alger ASO CSC ESS HBCL JSK JSS MCO NCM OM RCR RCA USB WAT \| Localisation des clubs engagés dans le championnat. |
| Alger ASO CSC ESS HBCL JSK JSS MCO NCM OM RCR RCA USB WAT                                                           |

| \| MCA USMA CRB NAHD PAC \| Localisation des clubs algérois engagés en L1. |
| MCA USMA CRB NAHD PAC                                                      |

### Participants et localisation
Contrairement à la saison passée où la Ligue 1, était composée de 20 clubs dû a l'arrêt du championnat durant la saison saison 2018-2019 après la propagation de la pandémie de Covid-19 en Algérie, cette nouvelle saison la LFP Algérienne a décidé de réduire la participation à 18 clubs, ce qui devait être le cas à l'origine pour la saison dernière.
Le champion en titre est le CR Belouizdad, et le vice-champion, l'ES Sétif, ces deux clubs participent à la Ligue des champions de la CAF. La JS Saoura qui complète le podium et la JS Kabylie qui termine cinquième du championnat mais qui remporte la Coupe de la Ligue, participent à la Coupe de la confédération.
Cette saison les quatre derniers du championnat rejoindront la Ligue 2, le début du championnat sera le 22 octobre 2021 avec comme match d'ouverture, CS Constantine contre le MC Oran.
Légende des couleurs
- Ligue des champions 2021-2022
- Coupe de la confédération 2021-2022
- Promu de Ligue 2 2020-2021

| Club              | Classement 2020-2021 | Entraîneur         | Stade                        | Capacité | Dernière montée | Saisons en D1 |
| ----------------- | -------------------- | ------------------ | ---------------------------- | -------- | --------------- | ------------- |
| CR Belouizdad     | 1er                  | Marcos Paquetá     | Stade du 20-Août-1955        | 15 000   | 1989            | 57            |
| ES Sétif          | 2e                   | Darko Nović        | Stade du 8-Mai-1945          | 25 000   | 1997            | 54            |
| JS Saoura         | 3e                   | Moustapha Djallit  | Stade du 20-Août-1955        | 20 000   | 2012            | 10            |
| USM Alger         | 4e                   | Jamil Benouahi     | Stade Omar-Hamadi            | 17 500   | 1995            | 42            |
| JS Kabylie        | 5e                   | Ammar Souayah      | Stade du 1er-Novembre-1954   | 25 000   | 1969            | 53            |
| MC Oran           | 6e                   | Abdelkader Amrani  | Stade Ahmed-Zabana           | 40 000   | 2009            | 57            |
| MC Alger          | 7e                   | Khaled Ben Yahia   | Stade du 5-Juillet-1962      | 65 000   | 2003            | 53            |
| CS Constantine    | 8e                   | Kheireddine Madoui | Stade Chahid-Hamlaoui        | 45 000   | 2011            | 26            |
| NC Magra          | 9e                   | Lassâad Mâamar     | Stade des Frères-Boucheligue | 15 000   | 2019            | 3             |
| O. Médéa          | 10e                  | Karim Zaoui        | Stade Imam-Lyes              | 12 000   | 2020            | 5             |
| Paradou AC        | 11e                  | Francisco Chaló    | Stade Omar-Benrabah          | 10 000   | 2017            | 7             |
| NA Hussein Dey    | 12e                  | Chérif Abdeslam    | Stade du 20-Août-1955        | 15 000   | 2014            | 45            |
| RC Relizane       | 13e                  | Ismaël Djelid      | Stade Tahar-Zoughari         | 30 000   | 2020            | 9             |
| US Biskra         | 14e                  | Youcef Bouzidi     | Stade du 18-Février          | 35 000   | 2019            | 5             |
| WA Tlemcen        | 15e                  | Sid-Ahmed Slimani  | Complexe sportif Akid-Lotfi  | 30 000   | 2020            | 30            |
| ASO Chlef         | 16e                  | Samir Zaoui        | Stade Mohamed-Boumezrag      | 25 000   | 2019            | 28            |
| HB Chelghoum Laïd | 1er (Ligue 2)        | Chérif Hadjar      | Stade du 11-Décembre-1961    | 10 000   | 2021            | 1             |
| RC Arbâa          | 2e (Ligue 2)         | Fayçal Kebiche     | Stade Ismaïl-Makhlouf        | 7 000    | 2021            | 4             |

### Changements d'entraîneur
| Club               | Entraîneur(s) partant(s) | Motif du départ | Date de départ | Position   | Entraîneur(s) arrivant(s) | Date d'arrivée     |
| ------------------ | ------------------------ | --------------- | -------------- | ---------- | ------------------------- | ------------------ |
| USM Alger          | Mounir Zeghdoud          | Fin de contrat  | 25 août 2021   | Pré-saison | Denis Lavagne             | 25 août 2021       |
| CS Constantine     | Yacine Manaa             | Fin de contrat  | 25 août 2021   | Pré-saison | Chérif Hadjar             | 25 août 2021       |
| JS Kabylie         | Karim Kaced              | Fin de contrat  | 25 août 2021   | Pré-saison | Henri Stambouli           | 25 août 2021       |
| MC Alger           | Saber Bensmain           | Fin de contrat  | 25 août 2021   | Pré-saison | Khaled Ben Yahia          | 1er septembre 2021 |
| WA Tlemcen         | Abdelkader Amrani        | Fin de contrat  | 25 août 2021   | Pré-saison | Kamel Bouhellal           | 7 septembre 2021   |
| MC Oran            | Abdelatif Bouazza        | Fin de contrat  | 25 août 2021   | Pré-saison | Azzedine Aït Djoudi       | 8 septembre 2021   |
| JS Saoura          | Moustapha Djallit        | Fin de contrat  | 25 août 2021   | Pré-saison | Kais Yaâkoubi             | 14 septembre 2021  |
| HB Chelghoum Laïd  | Idris Benmessaoud        | Fin de contrat  | 25 août 2021   | Pré-saison | Meziane Ighil             | 20 septembre 2021  |
| CR Belouizdad      | Zoran Manojlović         | Fin de contrat  | 25 août 2021   | Pré-saison | Marcos Paquetá            | 23 septembre 2021  |
| US Biskra          | Azzedine Aït Djoudi      | Fin de contrat  | 25 août 2021   | Pré-saison | Youcef Bouzidi            | 28 septembre 2021  |
| NA Hussein Dey     | Abdelkader Yaïche        | Fin de contrat  | 25 août 2021   | Pré-saison | Karim Zaoui               | 28 septembre 2021  |
| Olympique de Médéa | Abdelkader Yaïche        | Fin de contrat  | 25 août 2021   | Pré-saison | Lotfi Sellimi             | 7 octobre 2021     |

## Compétition

### Règlement
Le classement est calculé selon le barème de points suivant : une victoire rapporte trois points, le match nul un et la défaite aucun.
En cas d'égalité de points, les critères de départage sont inchangés depuis la saison 2019-2020. Ceux-ci se présentent ainsi :
1. Plus grand nombre de points obtenus par une équipe lors des matchs joués entre les équipes en question ;
2. Meilleure différence de buts obtenue par une équipe lors des matchs joués entre les équipes en question ;
3. Meilleure différence de buts obtenue par une équipe sur l'ensemble des matchs joués par les équipes en question lors de la phase aller ;
4. Plus grand nombre de buts marqués par une équipe sur l'ensemble des matchs joués par les équipes en question lors de la phase aller ;
5. Plus grand nombre de buts marqués par une équipe sur l'ensemble des matchs joués à l'extérieur par les équipes en question lors de la phase aller ;
6. En cas d'égalité concernant tous les critères ci-dessus, un match d'appui est organisé par la LFP sur terrain neutre avec prolongation et le cas échéant tirs au but.

### Classement
| Rang | Équipe              | Pts | J  | G  | N  | P  | Bp | Bc | Diff |
| ---- | ------------------- | --- | -- | -- | -- | -- | -- | -- | ---- |
| 1    | CR Belouizdad T     | 70  | 34 | 21 | 7  | 6  | 54 | 22 | +32  |
| 2    | JS Kabylie          | 61  | 34 | 16 | 13 | 5  | 40 | 20 | +20  |
| 3    | JS Saoura           | 60  | 34 | 17 | 12 | 5  | 59 | 24 | +35  |
| 4    | USM Alger           | 57  | 34 | 15 | 12 | 7  | 45 | 22 | +23  |
| 5    | CS Constantine      | 55  | 34 | 15 | 10 | 9  | 46 | 29 | +17  |
| 6    | Paradou AC          | 54  | 34 | 16 | 6  | 12 | 43 | 36 | +7   |
| 7    | ES Sétif            | 54  | 34 | 15 | 9  | 10 | 43 | 24 | +19  |
| 8    | MC Alger            | 51  | 34 | 13 | 12 | 9  | 36 | 24 | +12  |
| 9    | ASO Chlef           | 50  | 34 | 13 | 11 | 10 | 38 | 31 | +7   |
| 10   | US Biskra           | 50  | 34 | 13 | 11 | 10 | 36 | 32 | +4   |
| 11   | MC Oran             | 46  | 34 | 10 | 16 | 8  | 32 | 29 | +3   |
| 12   | HB Chelghoum Laïd P | 45  | 34 | 11 | 12 | 11 | 40 | 41 | -1   |
| 13   | NC Magra            | 45  | 34 | 13 | 6  | 15 | 31 | 36 | -5   |
| 14   | RC Arbâa P          | 43  | 34 | 10 | 13 | 14 | 40 | 45 | -5   |
| 15   | O. Médéa            | 36  | 34 | 10 | 6  | 18 | 33 | 53 | -20  |
| 16   | NA Hussein Dey      | 22  | 34 | 5  | 7  | 22 | 33 | 66 | -33  |
| 17   | RC Relizane         | 20  | 34 | 4  | 8  | 22 | 31 | 87 | -56  |
| 18   | WA Tlemcen          | 13  | 34 | 3  | 4  | 26 | 13 | 72 | -59  |

Qualifications africaines
- Ligue des champions 2022-2023
- Coupe de la confédération 2022-2023

Relégation
- Relégation en Ligue 2 2022-2023

Abréviations
- T : Tenant du titre
- P : Promu de Ligue 2 2020-2021

| Source : Classement Ligue 1 Mobilis |

### Résultats
| Résultats (▼dom., ►ext.)                                   | ASO | CRB | CSC | ESS | HBCL | JSK | JSS | MCA | MCO | NAHD | NCM | OM  | PAC | RCA | RCR | USB | USMA | WAT |
| ASO Chlef                                                  |     | 1-2 | 1-0 | 0-1 | 1-0  | 1-1 | 2-2 | 1-1 | 1-1 | 0-0  | 0-0 | 0-1 | 0-0 | 2-0 | 1-0 | 2-0 | 2-1  | 4-0 |
| CR Belouizdad                                              | 3-1 |     | 1-1 | 1-0 | 0-1  | 0-1 | 1-0 | 1-0 | 3-0 | 1-0  | 1-2 | 2-1 | 2-0 | 1-1 | 2-0 | 2-0 | 1-0  | 3-0 |
| CS Constantine                                             | 2-0 | 1-2 |     | 1-0 | 3-3  | 2-1 | 1-0 | 3-0 | 0-1 | 2-1  | 1-0 | 1-0 | 1-0 | 1-1 | 4-0 | 0-0 | 1-1  | 5-0 |
| ES Sétif                                                   | 0-0 | 2-2 | 1-0 |     | 1-0  | 1-1 | 0-0 | 2-1 | 0-1 | 5-1  | 0-2 | 3-0 | 0-1 | 3-1 | 7-0 | 2-0 | 3-1  | 1-0 |
| HB Chelghoum Laïd                                          | 1-0 | 0-0 | 1-1 | 1-0 |      | 1-3 | 0-0 | 2-0 | 0-0 | 0-1  | 2-0 | 2-0 | 3-0 | 1-1 | 1-1 | 3-1 | 0-0  | 3-1 |
| JS Kabylie                                                 | 0-1 | 0-0 | 1-3 | 0-0 | 1-0  |     | 2-1 | 0-1 | 1-0 | 3-2  | 3-0 | 1-0 | 2-0 | 1-1 | 3-0 | 1-1 | 1-1  | 2-0 |
| JS Saoura                                                  | 2-2 | 0-1 | 2-0 | 1-1 | 5-0  | 1-0 |     | 0-0 | 2-0 | 5-0  | 1-0 | 4-1 | 4-1 | 0-0 | 6-0 | 2-0 | 1-0  | 6-0 |
| MC Alger                                                   | 1-2 | 2-1 | 0-0 | 2-0 | 1-0  | 0-2 | 2-0 |     | 0-0 | 2-0  | 2-1 | 0-0 | 1-0 | 1-0 | 8-2 | 1-1 | 0-1  | 2-0 |
| MC Oran                                                    | 1-0 | 0-0 | 2-1 | 0-0 | 2-2  | 0-0 | 2-1 | 1-0 |     | 0-0  | 2-1 | 0-1 | 2-4 | 1-1 | 1-1 | 2-2 | 2-1  | 5-0 |
| NA Hussein Dey                                             | 0-2 | 3-5 | 1-4 | 0-0 | 2-1  | 2-2 | 1-2 | 1-4 | 2-1 |      | 0-1 | 0-1 | 0-2 | 0-1 | 3-5 | 1-2 | 1-1  | 3-1 |
| NC Magra                                                   | 2-0 | 1-0 | 1-1 | 0-2 | 2-0  | 0-1 | 0-0 | 0-0 | 0-0 | 1-0  |     | 2-0 | 1-3 | 1-2 | 4-1 | 1-0 | 1-0  | 1-0 |
| O. Médéa                                                   | 1-2 | 0-0 | 2-1 | 1-4 | 3-3  | 0-0 | 0-3 | 0-0 | 1-0 | 1-2  | 3-1 |     | 0-1 | 4-3 | 2-0 | 1-1 | 1-3  | 1-0 |
| Paradou AC                                                 | 1-0 | 1-3 | 1-1 | 1-0 | 6-2  | 0-0 | 1-0 | 1-1 | 0-0 | 1-1  | 3-1 | 2-1 |     | 1-2 | 3-0 | 1-0 | 0-1  | 1-0 |
| RC Arbâa                                                   | 0-0 | 1-2 | 0-1 | 3-1 | 0-0  | 0-0 | 1-2 | 1-0 | 1-1 | 3-1  | 1-1 | 4-2 | 3-1 |     | 2-1 | 0-5 | 2-0  | 0-0 |
| RC Relizane                                                | 4-5 | 0-8 | 1-1 | 0-1 | 1-2  | 1-4 | 1-2 | 0-0 | 0-2 | 2-1  | 1-2 | 2-1 | 0-2 | 3-3 |     | 1-1 | 0-0  | 2-1 |
| US Biskra                                                  | 2-1 | 0-1 | 2-0 | 1-1 | 2-0  | 0-1 | 2-1 | 0-0 | 2-2 | 2-1  | 1-0 | 2-1 | 1-0 | 1-0 | 1-0 |     | 0-0  | 0-0 |
| USM Alger                                                  | 1-1 | 2-0 | 2-0 | 1-0 | 1-1  | 0-0 | 0-0 | 1-1 | 0-0 | 1-0  | 4-1 | 4-0 | 2-1 | 4-0 | 3-1 | 3-0 |      | 2-0 |
| WA Tlemcen                                                 | 0-2 | 0-2 | 0-2 | 0-1 | 1-4  | 0-1 | 2-3 | 0-2 | 1-0 | 2-2  | 1-0 | 0-2 | 1-3 | 2-1 | 0-0 | 0-3 | 0-3  |     |
| - Victoire à domicile - Match nul - Victoire à l'extérieur |     |     |     |     |      |     |     |     |     |      |     |     |     |     |     |     |      |     |

### Domicile et extérieur
| Rang | Équipe            | Pts | J  | G  | N | P  | Bp | Bc | Diff |
| ---- | ----------------- | --- | -- | -- | - | -- | -- | -- | ---- |
| 1    | JS Saoura         | 40  | 17 | 12 | 4 | 1  | 42 | 6  | +36  |
| 2    | USM Alger         | 39  | 17 | 11 | 6 | 0  | 31 | 6  | +25  |
| 3    | CR Belouizdad     | 38  | 17 | 12 | 2 | 3  | 25 | 8  | +17  |
| 4    | CS Constantine    | 37  | 17 | 11 | 4 | 2  | 29 | 10 | +19  |
| 5    | US Biskra         | 35  | 17 | 10 | 5 | 2  | 19 | 9  | +10  |
| 6    | ES Sétif          | 34  | 17 | 10 | 4 | 3  | 31 | 11 | +20  |
| 7    | MC Alger          | 34  | 17 | 10 | 4 | 3  | 25 | 10 | +15  |
| 8    | Paradou AC        | 32  | 17 | 9  | 5 | 3  | 24 | 13 | +11  |
| 9    | JS Kabylie        | 32  | 17 | 9  | 5 | 3  | 22 | 11 | +11  |
| 10   | NC Magra          | 31  | 17 | 9  | 4 | 4  | 18 | 10 | +8   |
| 11   | HB Chelghoum Laïd | 31  | 17 | 8  | 7 | 2  | 21 | 9  | +12  |
| 12   | MC Oran           | 29  | 17 | 7  | 8 | 2  | 23 | 15 | +8   |
| 13   | ASO Chlef         | 28  | 17 | 7  | 7 | 3  | 19 | 10 | +9   |
| 14   | RC Arbâa          | 27  | 17 | 7  | 6 | 4  | 22 | 18 | +4   |
| 15   | O. Médéa          | 23  | 17 | 6  | 5 | 6  | 21 | 24 | -3   |
| 16   | RC Relizane       | 14  | 17 | 3  | 5 | 9  | 19 | 36 | -17  |
| 17   | NA Hussein Dey    | 12  | 17 | 3  | 3 | 11 | 20 | 35 | -15  |
| 18   | WA Tlemcen        | 11  | 17 | 3  | 2 | 12 | 10 | 31 | -21  |

| Rang | Équipe            | Pts | J  | G | N | P  | Bp | Bc | Diff |
| ---- | ----------------- | --- | -- | - | - | -- | -- | -- | ---- |
| 1    | CR Belouizdad     | 32  | 17 | 9 | 5 | 3  | 29 | 14 | +15  |
| 2    | JS Kabylie        | 29  | 17 | 7 | 8 | 2  | 18 | 9  | +9   |
| 3    | ASO Chlef         | 22  | 17 | 6 | 4 | 7  | 19 | 21 | -2   |
| 4    | Paradou AC        | 22  | 17 | 7 | 1 | 9  | 19 | 23 | -4   |
| 5    | JS Saoura         | 20  | 17 | 5 | 5 | 7  | 17 | 18 | -1   |
| 6    | ES Sétif          | 20  | 17 | 5 | 5 | 7  | 12 | 13 | -1   |
| 7    | CS Constantine    | 18  | 17 | 4 | 6 | 7  | 17 | 19 | -2   |
| 8    | USM Alger         | 18  | 17 | 4 | 6 | 7  | 14 | 16 | -2   |
| 9    | MC Alger          | 17  | 17 | 3 | 8 | 6  | 11 | 14 | -3   |
| 10   | MC Oran           | 17  | 17 | 3 | 8 | 6  | 9  | 14 | -5   |
| 11   | RC Arbâa          | 16  | 17 | 3 | 7 | 7  | 18 | 27 | -9   |
| 12   | US Biskra         | 15  | 17 | 3 | 6 | 8  | 17 | 23 | -6   |
| 13   | HB Chelghoum Laïd | 14  | 17 | 3 | 5 | 9  | 19 | 32 | -13  |
| 14   | NC Magra          | 14  | 17 | 4 | 2 | 11 | 13 | 26 | -13  |
| 15   | O. Médéa          | 13  | 17 | 4 | 1 | 12 | 12 | 29 | -17  |
| 16   | NA Hussein Dey    | 10  | 17 | 2 | 4 | 11 | 13 | 31 | -18  |
| 17   | RC Relizane       | 6   | 17 | 1 | 3 | 13 | 12 | 51 | -39  |
| 18   | WA Tlemcen        | 2   | 17 | 0 | 2 | 15 | 3  | 41 | -38  |

## Statistiques

### Buts marqués par journée
Ce graphique représente le nombre de buts marqués lors de chaque journée

### Meilleurs buteurs
| #  | Buteur                  | Club           | Buts |
| -- | ----------------------- | -------------- | ---- |
| 1  | Samy Frioui             | MC Alger       | 17   |
| 2  | Nadhir Benbouali        | Paradou AC     | 14   |
| 3  | Yousri Bouzok           | Paradou AC     | 14   |
| 4  | Sofiane Balegh          | RC Relizane    | 13   |
| 5  | Belaïd Hamidi           | JS Saoura      | 12   |
| 6  | Hichem Mokhtar          | US Biskra      | 12   |
| 7  | Khayreddine Merzougui   | CR Belouizdad  | 11   |
| 8  | Marcellin Koukpo        | CS Constantine | 11   |
| 9  | Aziz Lahmeri            | JS Saoura      | 10   |
| 10 | Mohamed El Seddik Baâli | O Médéa        | 10   |

| Source : Classement buteur Ligue 1 Mobilis |

## Bilan de la saison
- Meilleure attaque : JS Saoura (59 buts inscrits)
- Meilleure défense : JS Kabylie (20 buts encaissés)
- Premier but de la saison : Belkacem Yadaden   57e pour le MC Oran contre le CS Constantine (0-1) le 22 octobre 2021 (1re journée)[13].
- Dernier but de la saison : Riad Benayad   66e pour l'ES Sétif contre l'USM Alger (3-1) le 17 juin 2022 (34e journée).
- Premier penalty transformé : Hichem Mokhtar   75e (pen.) pour l'US Biskra contre le RC Arbâa (0-5) le 24 octobre 2021 (1re journée).
- Premier penalty raté : Chemseddine Nessakh  45e pour le CR Belouizdad contre le CS Constantine (1-1) le 29 octobre 2021 (2e journée).
- Premier but sur coup franc direct : Abdelkrim Zouari   35e pour l'USM Alger contre le RC Arbâa (4-0) le 30 octobre 2021 (2e journée).
- Premier but contre son camp : Hocine El Orfi   82e pour le MC Alger contre le NA Hussein Dey (4-1) le 24 décembre 2021 (9e journée).
- But le plus rapide d'une rencontre : Akram Djahnit   1re (24e seconde) pour l'ES Sétif contre le MC Alger (2-1) le 12 avril 2022 (25e journée).
- But le plus tardif d'une rencontre : Mohamed Islam Belkhir   90+8e pour le CR Belouizdad contre le CS Constantine (2-1) le 3 mars 2022 (19e journée).
- Plus jeune buteur de la saison : Yacine Titraoui pour le Paradou AC lors de la 4e journée contre le NC Magra le 20 novembre 2021 à l'age de 18 ans 3 mois et 24 jours.
- Plus vieux buteur de la saison : Hadj Bouguèche pour le NC Magra lors de la 14e journée contre l'ASO Chlef le 21 janvier 2022 à l'age de 38 ans 1 mois et 14 jours.
- Premier doublé : Larbi Khoualed   4e   34e pour l'US Biskra contre le RC Arbâa (0-5) le 24 octobre 2021 (1re journée).
- Doublé le plus rapide : minutes
- Premier triplé : Belaïd Hamidi   3e   65e   74e pour la JS Saoura contre le RC Relizane (6-0) le 2 novembre 2021 (1re journée).
- Triplé le plus rapide : 12 minutes pour Karim Aribi pour le CR Belouizdad contre le NA Hussein Dey le 27 mars 2022 lors de la 23° Journée aux minutes 77, 85 et 88.
- Plus grand nombre de buts dans une rencontre pour un joueur : 5 buts pour Samy Frioui MC Alger le 13 mars 2022 (21e journée) contre le RC Relizane
- Premier carton jaune  : Adil Djabout au MC Oran contre le CS Constantine à la 29e minute le 22 octobre 2021 (1re journée).
- Premier carton rouge  : Chouaïb Keddad au CR Belouizdad contre le CS Constantine à la 90+3e minute le 29 octobre 2021 (2e journée).
- Plus large victoire à domicile : 7 buts d'écart lors de ES Sétif - RC Relizane (7-0) le 10 mai 2022 (29e journée).
- Plus large victoire à l'extérieur : 8 buts d'écart lors de RC Relizane - CR Belouizdad (0-8) le 27 mai 2022 (32e journée).
- Plus grand nombre de buts dans une rencontre : 10 buts lors de MC Alger - RC Relizane (8-2) le 13 mars 2022 (21e journée)
- Plus grand nombre de buts dans une mi-temps :
  - en 1re mi-temps 5 buts : lors de MC Alger - RC Relizane (8-2, mi-temps 4-1) le 13 mars 2022 (21e journée) et lors de RC Relizane - ASO Chlef (4-5, mi-temps 2-3) le 29 avril 2022 (28e journée).
  - en 2e mi-temps 5 buts : lors de MC Oran - Paradou AC (2-4 score final, mi-temps 0-1) le 30 octobre 2021 (2e journée), lors de Paradou AC - HB Chelghoum Laid (6-2 score final, mi-temps 3-0) le 29 janvier 2022 (16e journée) et lors de MC Alger - RC Relizane (8-2 score final, mi-temps 4-1 le 13 mars 2022 (21e journée).
- Plus grand nombre de buts dans une mi-temps pour une équipe :
  - 4 buts : Pour la JS Saoura lors de la 1° Journée contre le RC Relizane en 2° Mi-temps (2-0 puis 6-0), pour l'USM Alger lors de la 2° Journée contre le RC Arbâa en 1° Mi-temps (4-0 puis 4-0), pour le MC Alger lors de la 21° Journée contre le RC Relizane en 1° et 2° Mi-temps (4-1 puis 8-2), pour le CS Constantine lors de la 21° Journée contre le WA Tlemcen en 2° Mi-temps (1-0 puis 5-0), pour la JS Saoura lors de la 21° Journée contre le HB Chelghoum Laïd en 2° Mi-temps (1-0 puis 5-0), pour le CR Belouizdad lors de la 23° Journée contre le NA Hussein Dey en 2° Mi-temps (1-2 puis 5-3), pour l'ES Sétif lors de la 29° Journée contre le RC Relizane en 2° Mi-temps (3-0 puis 7-0), pour le CR Belouizdad lors de la 32° Journée contre le RC Relizane en 1° et en 2° Mi-temps (4-0 puis 8-0).
- Champion d'automne : CR Belouizdad
- Champion : CR Belouizdad

| Championnat                             |               |
| Champion                                | CR Belouizdad |
| Champion d'automne                      | CR Belouizdad |
| Coupes                                  |               |
| Vainqueur de la Supercoupe d'Algérie    | non jouée     |
| Vainqueur de la Coupe d'Algérie         | non jouée     |
| Qualifications continentales            |               |
| Ligue des champions de la CAF 2022-2023 | CR Belouizdad |
| Ligue des champions de la CAF 2022-2023 | JS Kabylie    |
| Coupe de la confédération 2022-2023     | JS Saoura     |
| Coupe de la confédération 2022-2023     | USM Alger     |
| Promotions et relégations               |               |
| Promus en Ligue 1                       | MC El Bayadh  |
| Promus en Ligue 1                       | USM Khenchela |
| Relégués en Ligue 2                     |               |
| O. Médéa                                |               |
| NA Hussein Dey                          |               |
| RC Relizane                             |               |
| WA Tlemcen                              |               |

## Parcours en Coupes d'Afrique
Le parcours des clubs Algériens en coupes d'Afrique permet détermine le coefficient de la CAF, et donc le nombre de clubs Algériens présents en coupes d'Afrique les années suivantes.
| Club          | Compétition               | Résultat         | Ultime(s) adversaire(s) | Ultime(s) adversaire(s) | Ultime(s) adversaire(s) |
| ------------- | ------------------------- | ---------------- | ----------------------- | ----------------------- | ----------------------- |
| CR Belouizdad | Ligue des champions       | Quart de finale  | Wydad Athletic Club     | Wydad Athletic Club     | Wydad Athletic Club     |
| ES Sétif      | Ligue des champions       | Demi-finale      | Al Ahly Sporting Club   | Al Ahly Sporting Club   | Al Ahly Sporting Club   |
| JS Saoura     | Coupe de la confédération | Phase de groupes | Orlando Pirates         | Al Ittihad Tripoli      | Royal Leopards FC       |
| JS Kabylie    | Coupe de la confédération | Tour de barrage  | Royal Leopards FC       | Royal Leopards FC       | Royal Leopards FC       |